# Barnabás Antal
Barnabás Antal (n. 10 iunie 1942, Budapesta-) este un scriitor și poet maghiar.